# Kanton Châlons-en-Champagne-3
Kanton Châlons-en-Champagne-3 (fr. Canton de Châlons-en-Champagne-3) je francouzský kanton v departementu Marne v regionu Champagne-Ardenne. Tvoří ho 41 obcí a část města Châlons-en-Champagne. Před reformou kantonů 2014 ho tvořily 4 obce a část města Châlons-en-Champagne.

## Obce kantonu
od roku 2015:
| - Breuvery-sur-Coole - Bussy-Lettrée - Cernon - Châlons-en-Champagne (část) - Cheniers - Cheppes-la-Prairie - Chepy - Coupetz - Coupéville - Dampierre-sur-Moivre - Dommartin-Lettrée - Écury-sur-Coole - L'Épine - Faux-Vésigneul - Francheville - Le Fresne - Haussimont - Lenharrée - Mairy-sur-Marne - Marson - Moivre | - Moncetz-Longevas - Montépreux - Nuisement-sur-Coole - Omey - Pogny - Saint-Étienne-au-Temple - Saint-Germain-la-Ville - Saint-Jean-sur-Moivre - Saint-Martin-aux-Champs - Saint-Memmie - Saint-Quentin-sur-Coole - Sarry - Sogny-aux-Moulins - Sommesous - Soudé - Soudron - Togny-aux-Bœufs - Vassimont-et-Chapelaine - Vatry - Vésigneul-sur-Marne - Vitry-la-Ville |

před rokem 2015:
- Châlons-en-Champagne (část)
- Compertrix
- Coolus
- Fagnières
- Saint-Gibrien